# Márcio-André
Márcio-André (né le 2 mars 1978 à Rio de Janeiro) est un poète, éditeur, musicien, traducteur et critique littéraire brésilien.
Márcio-André est l'un des poètes les plus influents et ayant le mieux réussi parmi les nouvelles générations de poètes au Brésil et l'un des essayistes les plus controversés d'aujourd'hui. Il vit et travaille à Rio de Janeiro où il dirige la maison d´édition Confraria do Vento (Confrérie du vents) et le projet Arranjos para Assobio, de textures poétiques et de réalités expérimentales. Collaborateur de divers magazines, il édite lui-même le périodique littéraire Confraria, en portugais. Il a reçu, en 2008, la bourse de la Fondation Bibliothèque Nationale (Brésil) et en 2009 a été poète résident à Monsanto, Portugal, à l'invitation du Conseil Ville de Idanha-a-Nova. Il a été invité pour donner des leçons d'écriture créative et de poésie sonore à l’Université de Coimbra et à l'Université Fédérale de Rio de Janeiro. Il est devenu connu surtout après avoir donné une conférence solitaire et risquée dans des gravats de la ville fantôme de Pripyat, à Tchernobyl. Il est également une référence dans la poésie sonore dans son pays . En 2009, il est parti en tournée en Europe avec son poème polyphonique Indivisible .

## Publications
- Movimento Perpétuo (Editora UFRJ, 1998)
- 8 Poetas (Editora UFRJ, 2002)
- Música Cuântica (2003)
- Cazas (Coleção Mímeo, 2006)
- Intradoxos (Confraria do Vento, 2007)
- Confraria 2 anos (Confraria do Vento, 2007)
- Ensaios Radioativos (Confraria do Vento, 2008)